# Союз ТМ-17
Союз ТМ-17 — пилотируемый космический аппарат из серии «Союз ТМ».

## Экипаж

### На взлёте
- Василий Циблиев (1-й полёт) — командир
- Александр Серебров (4-й полёт) — бортинженер
- Жан-Пьер Эньере (1-й полёт) — космонавт-исследователь

### На посадке
- Василий Циблиев (1-й полёт) — командир
- Александр Серебров (4-й полёт) — бортинженер

## Описание полёта
Три недели после старта пятеро космонавтов были заняты выполнением французской исследовательской программы и подготовкой возвращения предыдущего экипажа. Французский полёт был перенесён на год вперёд по просьбе российской стороны. Несмотря на это, данная программа стала самым насыщенным совместным предприятием из подобных. Впервые в истории данные научных экспериментов передавались через спутник связи «Луч» напрямую во французский ЦУП в Тулузе. Эксперты из ЦУПа могли непосредственно влиять на проведение экспериментов. Исследования проводились в областях медицины, биологии, астрофизики, материаловедения и техники. Необходимое оборудование было доставлено ещё до начала полёта на транспортном корабле «Прогресс М-18».
Главной темой программы были исследования воздействия невесомости на человека. Астрофизические исследования состояли в записи УФ спектров некоторых звёзд и составлении карты небесных рентгеновских источников. Материаловедческие опыты изучали смачивание керамических тел легированными сплавами и наблюдение их затвердевания. Помимо этого, были выращены различные полупроводниковые кристаллы. В рамках физической программы измерялась передача сил при ударе шаров на плоскость. С их помощью изучались соотношения между поверхностными силами, приграничными поверхностными энергиями, поверхностным рельефом, эластичностью и температурой. По завершении программы предыдущий экипаж, совместно с французским космонавтом, вернулся на Землю на корабле Союз ТМ-16.
14-я основная экспедиция на станцию «Мир» осуществила разнообразную исследовательскую программу. 24 июля была отправлена капсула возвращения корабля «Прогресс М-17», загруженная результатами исследований. 11 августа транспортник был отстыкован от станции и переведён на низкую орбиту. По заказу НАСА с его помощью были исследованы процессы аэродинамического торможения в верхних слоях атмосферы в течение длительного времени.
Научные эксперименты проводились в областях биомедицины, астрофизики, наблюдения Земли и исследования материалов. В модуле «Кристалл» были изготовлены кристаллы высшей чистоты. Эксперимент по заказу фирмы «Боинг» также был посвящён выращиванию полупроводниковых кристаллов. Аппаратура для этого эксперимента была доставлена в октябре на борту корабля «Прогресс М-20», а результаты были отправлены на Землю через шесть недель на возвращаемом аппарате этого корабля.
Особенностью экспедиции была программа выходов в открытый космос. 16 и 20 сентября (в течение 4 ч 18 мин и 3 ч 14 мин) космонавты установили на мачте «Софора» модуля «Квант» дополнительную решётку «Рапана». На эту решётку были помещены различные научные приборы. 28 сентября (1 ч 52 мин) были произведены съёмки внешней оболочки станции. Целью этого должно было стать документирование результатов потока Персеидов. При этом была обнаружена большая дыра в одной из солнечных батарей. 22 октября (38 мин) космонавты заменили образцы материалов снаружи станции. 29 октября (4 ч 12 мин) была завершена съёмка внешней оболочки при помощи телескопического манипулятора. Кроме того, были сделаны съёмки других солнечных батарей и мачты «Софора».
При отстыковке произошла нештатная ситуация.
14 января 1994 года в 07:37 (МСК) «Союз ТМ-17» отстыковался от стыковочного узла станции «Мир». В 07:43 Циблиев получил из ЦУПа приказ подвести корабль на расстояние 15 метров к модулю «Кристалл», чтобы произвести наблюдение стыковочной системы АПАС-89. В 07:46 Циблиев сообщил, что корабль реагирует рывками. Серебров, собиравшийся делать фотосъёмку из орбитального модуля, попросил Циблиева перевести корабль из плоскости станции, так как они опасно приблизились к одной из солнечных батарей. На станции Мир Афанасьев приказал Полякову и Усачёву эвакуироваться в «Союз ТМ-18». В 07:47 наблюдатели в ЦУПе увидели, что картинка от внешней камеры «Союза ТМ-17» сильно вздрогнула, и Серебров сообщил, что они задели Мир. После этого ЦУП потерял связь с «Миром» и «Союзом ТМ-17». Прерывистая связь с «Союзом ТМ-17» была восстановлена в 07:52. Голосовая связь с «Миром» была восстановлена в 08:02. Осмотр «Союза ТМ-17» не обнаружил видимых повреждений. Космонавты «Мира» не заметили удара, хотя система управления станцией зарегистрировала угловую скорость и переключилась в режим свободного полёта.
Впоследствии анализ показал, что правая сторона орбитального модуля ударила дважды с интервалом в 2 секунды. Точка удара пришлась на «Кристалл» вблизи его соединения с «Миром». Причиной удара стала ошибка в переключении: рычаг управления в орбитальном модуле, ответственный за торможение и ускорение, был включён, одновременно блокируя такой же рычаг (левый рычаг управления) в спускаемом модуле. Циблиев смог использовать правый рычаг управления, чтобы уклонить Союз от солнечных батарей, антенн и стыковочных модулей «Мира», когда стало ясно, что удар неизбежен.
Провиант и расходные материалы доставлялись транспортными кораблями «Прогресс М-19» и «Прогресс М-20».